# Ik ben Fedde
Ik ben Fedde is een Nederlandstalige jeugdroman, geschreven door An Rutgers van der Loeff. Het werd uitgegeven in 1972 door Uitgeverij Ploegsma (Zwolle) en een aantal maal herdrukt (4e druk: 1989). De doelgroep is 14+.

## Vertalingen en prijzen
Het boek werd onder meer vertaald naar het Duits, Zweeds en Sloveens. De Duitse vertaling werd gemaakt door Jutta Knust en Theodor Knust (1976), de Zweedse door Boerje Bohlin (1979) en de Sloveense vertaling was van de hand van Vlada Žener (1979).
In Duitsland won Ik ben Fedde, in de vertaling Ich bin Fedde, de Duitse Jeugdliteratuurprijs (1977).

## Inhoud
Fedde is zeventien jaar en heeft zijn hele leven in kindertehuizen doorgebracht. Hij zit nu op kamers en staat onder toezicht van een gezinsvoogd. Hij sluit vriendschap met Bine, al is Fedde erg wantrouwend geworden door zijn verleden. Dankzij een kinderrechter kan Fedde toch naar de HTS.

## Boekbesprekingen
Na verschijning verschenen er in verschillende kranten besprekingen van het boek.
- "Ik ben overdonderd door al wat op me af is gekomen tijdens de gesprekken met de kinderen, de ouders, de maatschappelijke werkers, de kinderrechters. Ik was er kapot van. (...) Wat Fedde betreft: hij komt in het boek op de proppen als hij uit een inrichting is ontslagen. Zijn gezinsvoogd zoekt een kamer voor hem en Fedde krijgt het ontzettend moeilijk, want zo op eigen benen staan, is hij niet gewend. Hij is contactgestoord, vindt moeilijk aansluiting, rijdt een scheve schaats. Ik heb een greep gedaan uit de informatie die ik kreeg en mijn eigen ervaringen. (...) Het boek krijgt een open eind, denk ik. We moeten er maar het beste van hopen. Fedde krijgt in ieder geval weer een kans". (Interview, De Telegraaf, 1972).[1]
- "In haar aanpak staat centraal de jonge mens, die niet door zijn ouders kon worden opgevoed en daarom terecht kwam in het ondoorzichtige raderwerk (...). Het signaleren van de schade die dat aanricht bij Fedde is voor haar veel belangrijker dan het wijzen op de zwakke punten in het systeem. (...) Een ander zwak punt uit romantechnisch oogpunt is de wanverhouding tussen de romp en de staart van het boek. Storend is dat echter nauwelijks. De enige persoon die voor schrijfster en lezers telt is Fedde en die komt zeer levend uit de verf. Zijn diepgewortelde wantrouwen tegen de buitenwereld wordt zonder meer aannemelijk gemaakt. (...) De wirwar van onduidelijke personen die het kind moeten "beschermen" komt duidelijk naar voren". (Leeuwarder courant, 1973).[2]
- "Hoofdfiguur is echter Fedde, die met zijn vijfde jaar uit huis geplaatst wordt en daarna in diverse inrichtingen verblijft. Is het wonder, dat hij relaties niet meer durft of kan aangaan? Wie heeft er nu werkelijke belangstelling voor hem? Als er belangstelling voor hem is, dan is het beroepsmatig. (...) Het boek wil een bezinning zijn op het werk van de Kinderrechter. Op de omslag wordt de vraag gesteld: "Hoe zou het met Fedde zijn gegaan zonder Kinderrechter?" (...) Dit boekje zou de indruk kunnen geven alsof de Kinderrechter doorgaans de enig aangewezen figuur is die Fedde kan helpen. De tendens in de kinderbescherming is echter, dat de uitvoering van de ondertoezichtstelling opgedragen wordt aan gezinsvoogdij-instellingen". (Nederlands dagblad, 1973).[3]